# Хедебау, Рауль
Рауль Хедебау (нидерл. Raoul Hedebouw; род. 12 июля 1977, Льеж, Валлония) — бельгийский политический деятель. Председатель ультралевой Партии труда Бельгии (PVDA) с 5 декабря 2021 года. Депутат Палаты представителей Федерального парламента Бельгии с 2014 года. Коммунальный советник города Льеж с 2012 года.

## Биография
Родился в нидерландоязычной фламандской семье во франкоязычной провинции Валлонии. Отец работал сталеваром на заводе ArcelorMittal в Льеже, мать — на заводе по производству медицинского оборудования.
Вырос в городе Эрсталь.
Окончил среднюю школу в Эрстале. Окончил Льежский университет, получил степень бакалавра науки в области ботаники с ориентацией на биоразнообразие.
Владеет нидерландским и французским языками.

## Политическая карьера
С 2008 года был пресс-секретарём Партии труда Бельгии.
В 2009 году совместно с Петером Мертенсом опубликовал книгу Priorité de gauche : Pistes rouges pour sortie de crise в переводе с нидерландского на французский язык в издательстве Aden.
По результатам выборов 14 октября 2012 года Рауль Хедебау избран коммунальным советником города Льеж. Переизбран по результатам выборов 14 октября 2018 года.
Рауль Хедебау баллотировался в парламент в округе Льеж. Партия труда не прошла в парламент на выборах 2007 и 2010 годов. По результатам парламентских выборов 25 мая 2014 года Партия труда получила два мандата в Палате представителей, которые 19 июня получили Рауль Хедебау и Марко ван Хес. По результатам парламентских выборов 26 мая 2019 года Партия труда получила 12 мандатов, 20 июня Рауль Хедебау избран председателем фракции.
На объединительном съезде Партии труда 5 декабря 2021 года Рауль Хедебау на безальтернативных выборах избран новым председателем, сменил Петера Мертенса, который был председателем партии 13 лет. Новым председателем фракции 19 января 2022 года избрана Софи Меркс.

## Личная жизнь
Холост.